# Carl Solomon
Carl Solomon (* 30. März 1928 in New York (Bronx); † 26. Februar 1993 ebenda) war ein US-amerikanischer Schriftsteller.

## Leben
Solomon erlitt erhebliche psychische Störungen, als 1939 sein Vater plötzlich starb. Trotzdem konnte er die High School abschließen und sich für das City College of New York einschreiben.
1944 meldete sich Solomon freiwillig zum United States Maritime Service. Dadurch kam er unter anderem nach Frankreich, wo er in Paris den Schauspieler Antonin Artaud kennenlernte und mit diesem den Surrealismus und Dada. Anlässlich eines Aufenthalts in Manhattan traf Solomon auf Allen Ginsberg im Wartezimmer des New York State Psychiatric Institute.
Ginsberg widmete Solomon später sein Gedicht „Howl“, die Hymne der Beat Generation. Bei Solomon sorgte das für einige Irritationen, da er nie – wie der Vers „I’m with you in Rockland“ suggerierte – im Rockland Psychiatric Center behandelt worden war.
Solomons Onkel war der Verleger Aaron A. Wyn und in dessen Verlag Ace Books erschienen Solomons erste Werke. Durch diese Verbindung wurde Solomon auch ein eifriger Mitarbeiter bei Periodika wie American Book Review, New Directions Annual und The New Leader. Über Lawrence Ferlinghettis Zeitschrift Bulletin from Nothing machte Solomon die Bekanntschaft der Verlegerin Mary Beach, die später auch einige seiner Texte veröffentlichte.
Carl Solomon starb am 26. Februar 1993 im Alter von 64 Jahren in New York und fand dort auch seine letzte Ruhestätte.

## Werke (Auswahl)
- Report from the asylum. Afterthoughts of a shock patient.
- Mishaps, perhaps. 1966.
- More mishaps. 1968.
- Emergency messages. 1989 (posthum)